# Oligosita itoi
Oligosita itoi är en stekelart som beskrevs av Yashiro 1979. Oligosita itoi ingår i släktet Oligosita och familjen hårstrimsteklar. Inga underarter finns listade i Catalogue of Life.